# Pogoniulus coryphaea
Pogoniulus coryphaea là một loài chim trong họ Lybiidae.